# Ferrari 166 FL

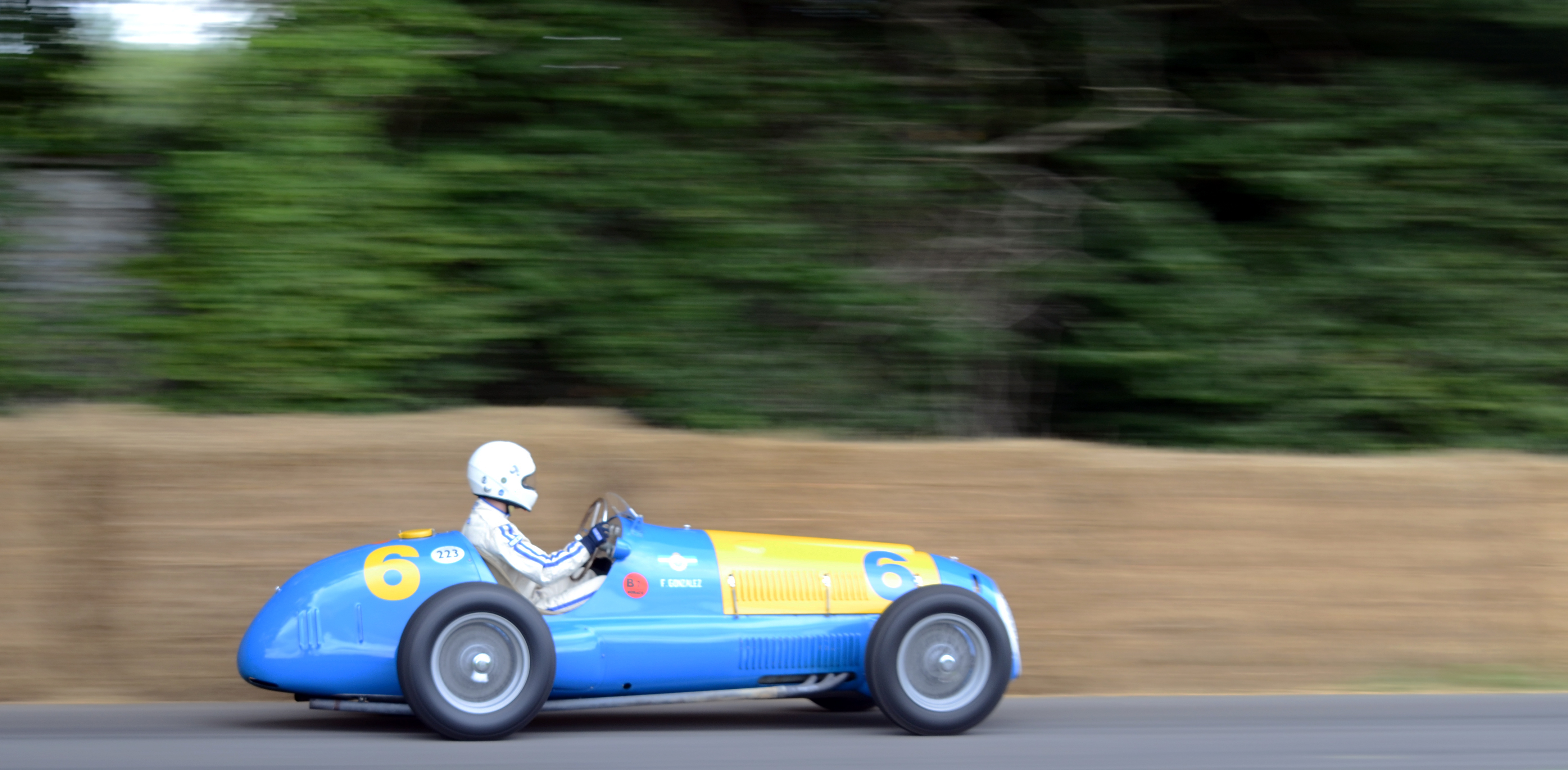
La Ferrari 166 FL au festival de vitesse de Goodwood 2017.

La Ferrari 166 FL est une monoplace de course conçue, développée et fabriquée par la Scuderia Ferrari entre 1949 et 1952. Seulement trois exemplaires ont été produits. La désignation "166" fait référence à la cylindrée (arrondie) d’un seul cylindre, conformément à la nomenclature de l’époque. L’abréviation FL signifie Formula Libre, la catégorie et la série de courses dans laquelle cette voiture a été engagée. Principalement développée pour la compétition en Amérique du Sud, elle était également connue sous le nom de 166 C America.

## Histoire

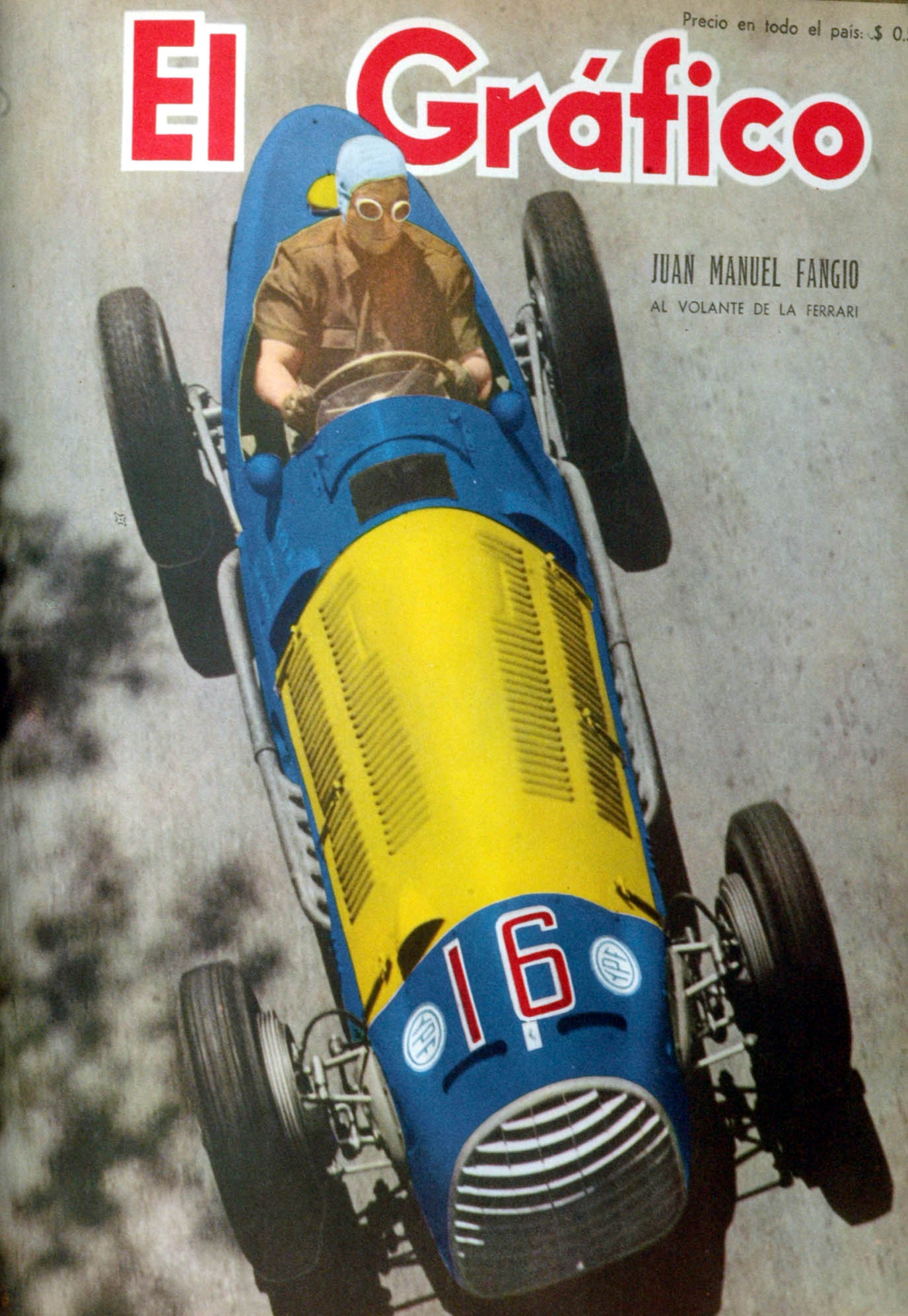
La Ferrari 166 FL châssis 011F, ici avec le n°16, pilotée par Juan Manuel Fangio (4e place au Grand Prix de Buenos Aires du 8 mai 1950 sur le Circuito Palermo).

En tant que directeur sportif d’Alfa Romeo, Enzo Ferrari a connu le succès dans toutes les grandes compétitions. Lorsqu’il commence à courir sous son propre nom en 1947, il cherche à poursuivre cette réussite. Pour concrétiser ses ambitions, il charge son ingénieur en chef de l’époque, Gioacchino Colombo, de concevoir un moteur V12, bien que Ferrari ait alors peu d’expérience avec ce type de motorisation. L’objectif était d’équiper toute la future gamme Ferrari, y compris une voiture de sport et une monoplace de Grand Prix, avec ce moteur.
La Ferrari 166 FL a été développée pour concourir en Formula Libre, très populaire en Amérique du Sud et aux règles techniques souples. Lors de son introduction, la Formule 2 imposait une cylindrée maximale de 2 litres, tandis que la nouvelle Formule 1 prévue pour 1950 limitait la cylindrée à 4,5 litres pour les moteurs atmosphériques et 1,5 litre pour les moteurs suralimentés.
Pour la Formula Libre, Ferrari décide de préparer une voiture dotée du moteur de la 166 F2 (1 995 cm³), conçu pour la Formule 2, en l’équipant d’un compresseur issu de la Ferrari 125 F1 destinée à la Formule 1. Ainsi, un moteur puissant et fiable est développé spécifiquement pour cette discipline.

## Conception

### Moteur
La Ferrari 166 FL est équipée d’un moteur V12 à 60° monté longitudinalement, d’une cylindrée totale de 1 995 cm³, et suralimenté par un compresseur Roots. La culasse et le bloc moteur sont en alliage léger. Chaque banc de cylindres dispose d’un arbre à cames en tête unique contrôlant deux soupapes par cylindre. Le mélange est préparé par trois carburateurs Weber 40 DO3C situés en amont du compresseur. L’allumage est simple, avec deux magnétos. Le moteur est lubrifié par carter sec et couplé à un embrayage multidisque.

### Châssis et suspension
Le châssis est constitué de tubes en acier avec une carrosserie monoplace.
Les roues avant sont suspendues indépendamment avec des doubles triangles et un ressort à lames transversal. À l’arrière, on trouve un essieu rigide avec des ressorts à lames semi-elliptiques et une barre anti-roulis. Les deux trains roulants sont équipés d’amortisseurs hydrauliques Houdaille à levier. La 166 FL dispose de freins à tambour sur les quatre roues et d’une boîte de vitesses manuelle à cinq rapports en plus d'une marche arrière.

### Performances
Le moteur développe une puissance maximale de 310 ch à 7 000 tr/min. Avec un poids de 740 kg, la 166 FL affiche un rapport poids/puissance de 0,42 ch/kg. Sa vitesse maximale est de 310 km/h.

## Historique en compétition
Entre 1949 et 1952, la Ferrari 166 FL participe à la série de courses Temporada Argentina en Amérique du Sud, qui fait partie des événements de Formula Libre. Malgré une concurrence féroce d’Alfa Romeo, Maserati et Mercedes-Benz, elle obtient plusieurs succès.
Les principales victoires en Temporada Argentina :
- Circuito Parco Indipendenza à Rosario le 13 février 1949 ("III. Coppa de Acciòn San Lorenzo") avec Giuseppe Farina ;
- Circuito Parco Palermo à Buenos Aires le 18 décembre 1949 ("III. Grand Prix Juan Domingo Perón") avec Alberto Ascari ;
- Circuit du Parc Urquiza à Paraná le 12 novembre 1950 ("Grand Prix de la Ville de Paraná") avec Juan Manuel Fangio et José Froilán González ;
- Circuit Valdivia Norte à Santiago du Chili le 18 décembre 1950 ("GP Presidente Arturo Alessandri Palma"), avec Fangio et González ;
- Circuit d’Interlagos à São Paulo le 13 janvier 1952 ("VII Gran Premio Città di San Paolo") avec Fangio ;
- Circuit Barra de Tujica à Rio de Janeiro le 3 février 1952 ("Grand Prix Quinta de Boa Vista") avec Fangio ;
- Circuit de Piriápolis à Montevideo le 30 mars 1952 ("Grand Prix de Montevideo") encore avec Fangio.

### Châssis #011F

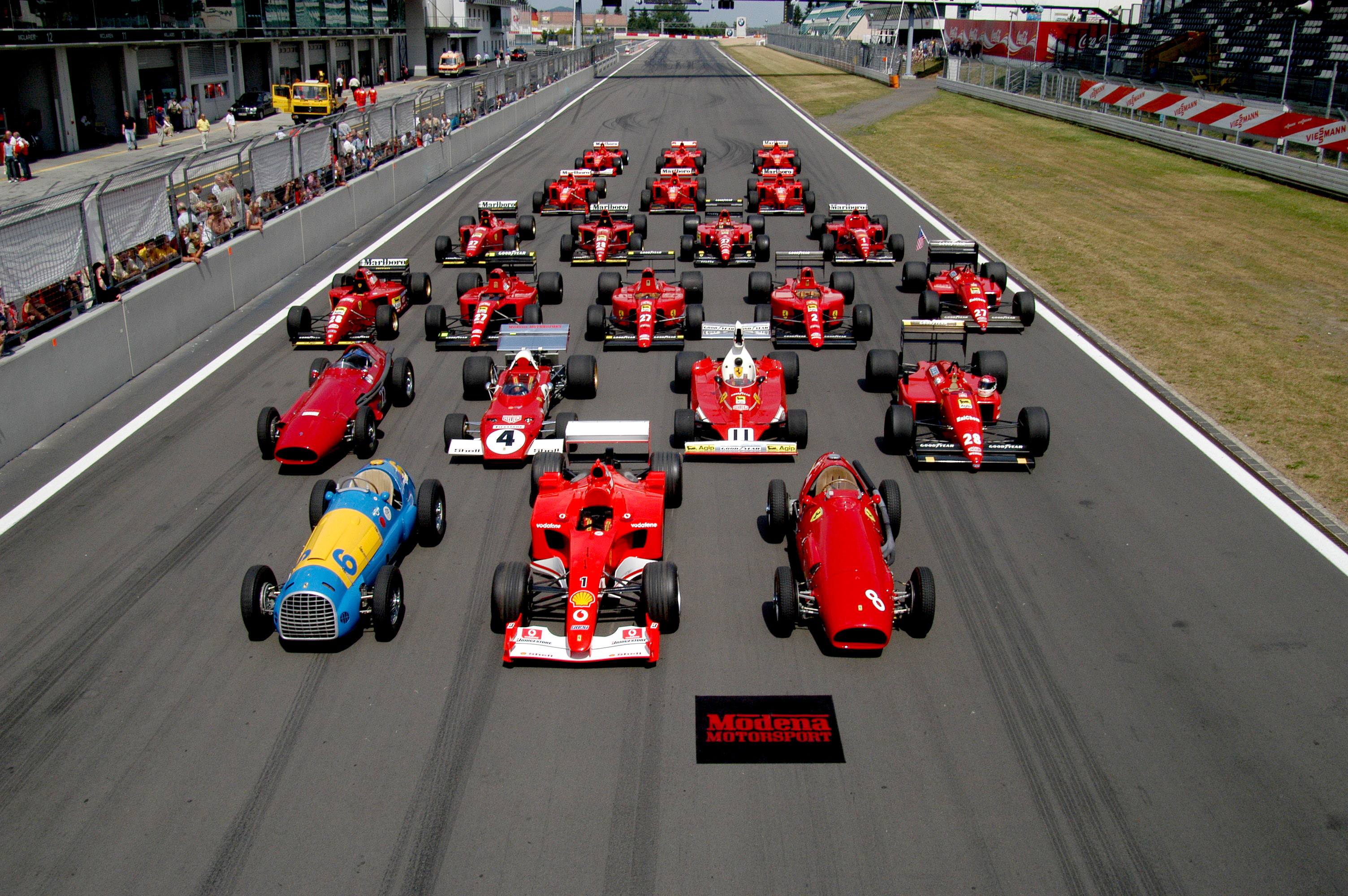
La 166 FL châssis 011F (première rangée, tout à gauche) lors d’une présentation Ferrari au Nürburgring en 2005.

Construite en 1949 pour la Formule 2, la Ferrari 166 FL châssis #011F a été engagée par Ferrari avec Fangio au Grand Prix de Monza du 26 juin, où elle remporte sa première victoire. Rachetée par Fangio avec l’appui du gouvernement argentin, elle est repeinte aux couleurs nationales (bleu et jaune). Modifiée avec un compresseur pour la Formula Libre, elle connaît de nouveaux succès en Amérique du Sud. Elle revient brièvement en Europe en 1950 avant d’être à nouveau envoyée en Argentine, où González l’utilise avec succès jusqu’en 1953.
Découverte dans les années 1980 par Colin Crabbe, elle est restaurée et passe entre plusieurs collectionneurs avant d’être acquise en 2003 par une collection privée allemande. En 2017, elle est exposée au Goodwood Festival of Speed.